# Wanczo Miczewski
Wanczo Miczewski (mac.: Ванчо Мицевски; ur. 28 sierpnia 1971) – macedoński piłkarz występujący na pozycji napastnika.

## Kariera klubowa
Miczewski karierę rozpoczynał w 1989 roku w zespole FK Rabotniczki. W 1990 roku przeszedł do Pelistera, grającego w drugiej lidze jugosłowiańskiej. W sezonie 1990/1991 wraz z zespołem awansował do pierwszej ligi, a w sezonie 1992/1993 rozpoczął z nim starty w pierwszej lidze macedońskiej. W 1994 roku odszedł z Pelistera do innego zespołu tej ligi, Siłeksa. W sezonie 1995/1996 zdobył z nim mistrzostwo Macedonii, a w sezonie 1996/1997 z 16 bramkami na koncie, wraz z Mirosławem Ǵokiḱiem, został królem strzelców pierwszej ligi.
W 1997 roku Miczewski przeszedł do belgijskiego KV Mechelen, grającego w Tweede klasse. Występował tam przez jeden sezon, a w 1998 roku przeniósł się do niemieckiego 1. FC Union Berlin z Regionalligi i spędził tam sezon 1998/1999. Następnie wrócił do Pelistera, z którym w sezonie 2000/2001 wywalczył Puchar Macedonii. W Pelisterze grał do 2003 roku. Potem występował w FK Madżari Solidarnost oraz w Siłeksie, gdzie w 2007 roku zakończył karierę.

## Kariera reprezentacyjna
W reprezentacji Macedonii Miczewski zadebiutował 13 października 1993 w wygranym 4:1 towarzyskim meczu ze Słowenią, a 14 maja 1994 w wygranym 5:1 towarzyskim pojedynku z Albanią strzelił swojego pierwszego gola w kadrze. W latach 1993–1998 w drużynie narodowej rozegrał 9 spotkań i zdobył 4 bramki.